# Hondji
Hondji ist ein Arrondissement und eine Siedlung im Departement Couffo im westafrikanischen Staat Benin. Es ist eine Verwaltungseinheit, die der Gerichtsbarkeit der Kommune Klouékanmè untersteht.

## Demografie und Verwaltung
Gemäß der Volkszählung 2013 des beninischen Statistikamtes INSAE hatte das Arrondissement 11.690 Einwohner, davon waren 5434 männlich und 6256 weiblich.
Von den 76 Dörfern und Quartieren der Kommune Klouékanmè entfallen sechs auf Hondji:
1. Gbébléhoué
2. Hondji-Centre
3. Hondjingan
4. Kogbétohoué
5. Komè
6. Soglonouhoué